# Partecipanti al Giro di Vallonia 2023
Elenco dei partecipanti al Giro di Vallonia 2023.
Il Giro di Vallonia 2023 è stato la cinquantesima edizione della corsa. Alla competizione presero parte 17 squadre: 9 con licenza UCI World Tour 2023 5 UCI ProTeam e 3 UCI Continental Team.
Partenza con 116 ciclisti accreditati.

## Corridori per squadra
Nota: R ritirato, NP non partito, FT fuori tempo, SQ squalificato
| Alpecin-Deceuninck       | Alpecin-Deceuninck       | Alpecin-Deceuninck       | AG2R Citroën Team          | AG2R Citroën Team          | AG2R Citroën Team          | Cofidis             | Cofidis             | Cofidis             |
| ------------------------ | ------------------------ | ------------------------ | -------------------------- | -------------------------- | -------------------------- | ------------------- | ------------------- | ------------------- |
| N°                       | Ciclista                 | Clas.                    | N°                         | Ciclista                   | Clas.                      | N°                  | Ciclista            | Clas.               |
| 1                        | Robert Stannard          | 19°                      | 11                         | Greg Van Avermaet          | 18°                        | 21                  | Jelle Wallays       | R 5ª                |
| 2                        | Dries De Bondt           | 67°                      | 12                         | Franck Bonnamour           | 29°                        | 22                  | Simone Consonni     | R 5ª                |
| 3                        | Timo Kielich             | 25°                      | 13                         | Paul Lapeira               | 15°                        | 23                  | Alexandre Delettre  | 32°                 |
| 4                        | Stefano Oldani           | 28°                      | 14                         | Marc Sarreau               | R 5ª                       | 24                  | Eddy Finé           | 55°                 |
| 5                        | Kristian Sbaragli        | 30°                      | 15                         | Damien Touzé               | 31°                        | 25                  | Axel Mariault       | 35°                 |
| 6                        | Gianni Vermeersch        | 17°                      | 16                         | Antoine Raugel             | R 5ª                       | 26                  | Christophe Noppe    | 69°                 |
| 7                        | Xandro Meurisse          | 5°                       | 17                         | Clément Venturini          | 42°                        | 27                  | Pierre-Luc Périchon | 7°                  |
| Groupama-FDJ             | Groupama-FDJ             | Groupama-FDJ             | Lotto Dstny                | Lotto Dstny                | Lotto Dstny                | Ineos Grenadiers    | Ineos Grenadiers    | Ineos Grenadiers    |
| N°                       | Ciclista                 | Clas.                    | N°                         | Ciclista                   | Clas.                      | N°                  | Ciclista            | Clas.               |
| 31                       | Jake Stewart             | 33°                      | 41                         | Arnaud De Lie              | 27°                        | 51                  | Filippo Ganna       | 1°                  |
| 32                       | Bruno Armirail           | 58°                      | 42                         | Axel De Lie                | R 5ª                       | 52                  | Luke Plapp          | R 5ª                |
| 33                       | Ignatas Konovalovas      | 66°                      | 43                         | Cédric Beullens            | 48°                        | 53                  | Luke Rowe           | 70°                 |
| 34                       | Fabian Lienhard          | 43°                      | 44                         | Jarrad Drizners            | 68°                        | 54                  | Ben Swift           | 72°                 |
| 35                       | Enzo Paleni              | 26°                      | 45                         | Sébastien Grignard         | 62°                        | 55                  | Connor Swift        | 4°                  |
| 36                       | Laurence Pithie          | 49°                      | 46                         | Arjen Livyns               | 46°                        | 56                  | Joshua Tarling      | 2°                  |
| 37                       | Miles Scotson            | NP3ª                     | 47                         | Brent Van Moer             | 3°                         | 57                  | Elia Viviani        | R 5ª                |
| Intermarché-Circus-Wanty | Intermarché-Circus-Wanty | Intermarché-Circus-Wanty | Lidl-Trek                  | Lidl-Trek                  | Lidl-Trek                  | Soudal Quick-Step   | Soudal Quick-Step   | Soudal Quick-Step   |
| N°                       | Ciclista                 | Clas.                    | N°                         | Ciclista                   | Clas.                      | N°                  | Ciclista            | Clas.               |
| 61                       | Sven Erik Bystrøm        | R 2ª                     | 71                         | Filippo Baroncini          | 9°                         | 81                  | Davide Ballerini    | NP4ª                |
| 62                       | Aimé De Gendt            | 22°                      | 72                         | A. Gebreigzabhier          | 63°                        | 82                  | Andrea Bagioli      | 12°                 |
| 63                       | Arne Marit               | R 5ª                     | 73                         | Daan Hoole                 | 57°                        | 83                  | Jannik Steimle      | 51°                 |
| 64                       | Laurens Huys             | 59°                      | 74                         | Bauke Mollema              | 8°                         | 84                  | Mauro Schmid        | 10°                 |
| 65                       | Laurenz Rex              | R 5ª                     | 75                         | Thibau Nys                 | 44°                        | 85                  | Stan Van Tricht     | 39°                 |
| 66                       | Loïc Vliegen             | 16°                      | 76                         | Edward Theuns              | 20°                        | 86                  | Florian Sénéchal    | 14°                 |
| 67                       | Lorenzo Rota             | 13°                      | 77                         | Mathias Vacek              | R 3ª                       | 87                  | Mauri Vansevenant   | 24°                 |
| Team Arkéa-Samsic        | Team Arkéa-Samsic        | Team Arkéa-Samsic        | Bingoal WB                 | Bingoal WB                 | Bingoal WB                 | Israel-Premier Tech | Israel-Premier Tech | Israel-Premier Tech |
| N°                       | Ciclista                 | Clas.                    | N°                         | Ciclista                   | Clas.                      | N°                  | Ciclista            | Clas.               |
| 91                       | Ewen Costiou             | R 3ª                     | 101                        | Cériel Desal               | 64°                        | 111                 | Omer Goldstein      | 23°                 |
| 92                       | Thibault Guernalec       | 6°                       | 102                        | Johan Meens                | 61°                        | 112                 | Reto Hollenstein    | 36°                 |
| 93                       | Michel Ries              | R 1ª                     | 103                        | Dimitri Peyskens           | R 3ª                       | 113                 | Ben Hermans         | R 2ª                |
| 94                       | Mathis Le Berre          | 38°                      | 104                        | Ludovic Robeet             | R 5ª                       | 114                 | Giacomo Nizzolo     | R 5ª                |
| 96                       | Alan Riou                | R 5ª                     | 105                        | Marco Tizza                | 47°                        | 115                 | Jens Reynders       | 45°                 |
|                          |                          |                          | 106                        | Luca Van Boven             | 50°                        | 116                 | Stephen Williams    | 60°                 |
| 107                      | Kenneth Van Rooy         | 37°                      | 117                        | Tom Van Asbroeck           | 40°                        |                     |                     |                     |
| Team Flanders-Baloise    | Team Flanders-Baloise    | Team Flanders-Baloise    | Uno-X Pro Cycling Team     | Uno-X Pro Cycling Team     | Uno-X Pro Cycling Team     | Baloise Trek Lions  | Baloise Trek Lions  | Baloise Trek Lions  |
| N°                       | Ciclista                 | Clas.                    | N°                         | Ciclista                   | Clas.                      | N°                  | Ciclista            | Clas.               |
| 121                      | Jenno Berckmoes          | 21°                      | 131                        | Louis Bendixen             | R 5ª                       | 141                 | Pim Ronhaar         | 53°                 |
| 122                      | Vito Braet               | R 5ª                     | 132                        | Erlend Blikra              | R 5ª                       | 142                 | Lars van der Haar   | 52°                 |
| 123                      | Alex Colman              | R 5ª                     | 133                        | Martin Urianstad           | 54°                        | 143                 | Joris Nieuwenhuis   | 56°                 |
| 124                      | Sander De Pestel         | 41°                      | 134                        | Tord Gudmestad             | R 5ª                       | 145                 | Olivier Godfroid    | R 5ª                |
| 125                      | Gilles De Wilde          | R 5ª                     | 135                        | Ådne Holter                | R 5ª                       | 146                 | Daan Mariën         | 65°                 |
| 126                      | Aaron Van Poucke         | 34°                      | 136                        | Sakarias Koller Løland     | 71°                        | 147                 | Ward Huybs          | R 5ª                |
| 127                      | Ward Vanhoof             | R 5ª                     | 137                        | Niklas Larsen              | 11°                        |                     |                     |                     |
| Matériel-vélo.com        | Matériel-vélo.com        | Matériel-vélo.com        | Nice Métropole Côte d'Azur | Nice Métropole Côte d'Azur | Nice Métropole Côte d'Azur |                     |                     |                     |
| N°                       | Ciclista                 | Clas.                    | N°                         | Ciclista                   | Clas.                      |                     |                     |                     |
| 151                      | Alessandro Tuscano       | FT4ª                     | 161                        | Jonathan Couanon           | R 5ª                       |                     |                     |                     |
| 152                      | Robbe De Ryck            | R 5ª                     | 162                        | Damien Girard              | R 5ª                       |                     |                     |                     |
| 153                      | Enrico Dhaeye            | R 5ª                     | 163                        | Paul Hennequin             | NP4ª                       |                     |                     |                     |
| 154                      | Gleb Karpenko            | R 5ª                     | 164                        | Maxime Urruty              | R 5ª                       |                     |                     |                     |
| 155                      | Alexandre Kess           | R 5ª                     | 165                        | Jean-Louis Le Ny           | R 5ª                       |                     |                     |                     |
| 156                      | Tristan Scherpenbergh    | R 5ª                     | 166                        | Andrea Mifsud              | R 5ª                       |                     |                     |                     |
| 157                      | Theo Bonnet              | R 5ª                     | 167                        | Axel Zuccarelli            | R 5ª                       |                     |                     |                     |